# Auguste de Saxe (1589-1615)
Pour les articles homonymes, voir Auguste de Saxe.
Auguste de Saxe (7 septembre 1589, Dresde – 26 décembre 1615, Naumbourg) est un membre de la ligne Albertine de la ligne de la Maison de Wettin. Il est administrateur du diocèse de Naumbourg-Zeitz.

## Biographie
Auguste est le plus jeune fils de l'électeur Christian Ier de Saxe (1560-1591) de son mariage avec Sophie de Brandebourg (1568-1622), fille de l'électeur Jean II Georges de Brandebourg. Ses frères aînés Christian II de Saxe et Jean-Georges Ier de Saxe sont successivement électeurs de Saxe. Auguste, reçoit une pension annuelle de 21 000 florins et le district de Senftenberg.
Il est diplômé de l'université de Wittenberg, où Wolfgang Hirschbach est chargé sa formation. Au cours de cette période, il occupe à partir du semestre d'hiver 1601 jusqu'en 1606, la position de recteur d'université; l'aspect académique étant géré par un pro-recteur.
Il se marie le 1er janvier 1612, à Dresde, à Élisabeth de Brunswick-Wolfenbüttel (1593-1650), fille du duc Henri-Jules de Brunswick-Wolfenbüttel. Ils n'ont pas d'enfants.
Il est mort subitement à l'âge de 26 ans à Dresde, et est enterré dans la cathédrale de Freiberg.